# アンヘリノ・ソレル
アンヘリノ・ソレル・ロマグラ（Angelino Soler Romagura、1939年11月25日 - ）は、スペイン、アルカセル出身の元自転車競技（ロードレース）選手。

## 来歴
プロ年代は1960年から1969年まで。
1961年のブエルタ・ア・エスパーニャを総合優勝。1962年のジロ・デ・イタリアでは山岳賞を獲得した。

## 主な戦績
1961
 ブエルタ・ア・エスパーニャ 総合優勝、区間1勝（第6）及びチームタイムトライアル1勝
1962
ジロ・デ・イタリア 総合12位、山岳賞、区間3勝=第3、16、18
ジロ・デル・ヴェネト 優勝
1963
カタルーニャ一周 総合2位
ツール・ド・フランス 総合6位
1964
ジロ・デ・イタリア 区間1勝=第7